# Escut de Santa Pau
L'escut oficial de Santa Pau és un dels símbols oficials d'aquest municipi i es descriu mitjançant el següent blasonament:
Escut caironat: faixat d'argent i de gules. Per timbre, una corona de baró.

## Disseny
La composició de l'escut està formada sobre un fons en forma de quadrat recolzat sobre un dels seus vèrtexs, anomenat escut caironat, segons la configuració difosa a Catalunya i d'altres indrets de l'antiga Corona d'Aragó i adoptada per l'administració a les seves especificacions per al disseny oficial dels municipis dels ens locals. El camper de l'escut conté una repetició de faixes (faixat) de color blanc o gris clar (argent) i vermell (gules), col·locades de forma alternada.
L'escut està acompanyat a la part superior d'un timbre en forma de corona nobiliària, que és l'adoptada pel Departament de Governació d'Administracions Locals de la Generalitat de Catalunya per timbrar els escuts dels municipis que històricament han estat cap o centre d'un principat, ducat, marquesat, comtat, vescomtat o baronia. En aquest cas, es tracta d'una corona de baró, ja que Santa Pau va ser el cap d'una baronia.

## Història

Representació de l'escut de la família Oms

L'Ajuntament va acordar en ple iniciar l'expedient d'adopció de l'escut el dia 27 de setembre de 2007. Després dels tràmits reglamentaris, l'escut va ser aprovat el 7 de maig del 2009 i publicat al DOGC número 5.383, el 20 de maig del mateix any.
La vila fou el centre d'una baronia si més no des del segle xiii, les senzilles armories dels senyors de la qual, els Santapau –un escut faixat d'argent i de gules–, han representat tradicionalment la població.
Just abans de l'adopció d'aquest escut, Santa Pau feia servir un escut ovalat amb un faixat de color groc (or) i negre (sable), que correspon a la família dels Oms. Els Oms van esdevenir propietaris de la baronia de Santa Pau el 1445, quan Joana d'Oms va guanyar un plet contra la família Santapau. Amb l'oficialització de l'escut municipal, es va normalitzar aquesta situació i es van recuperar les armes de la família originària de la baronia i que dona nom al poble (els Santapau). L'ús de les armes dels Oms ha quedat palesa en la societat santapauenca, on per exemple, el club esportiu del poble en va adoptar els colors i l'escut.